# Rina Zaripova
Rina Zaripova z domu Ağumova, tat. Rina Bayan qızı Zarifova, ros. Ри́на Бая́новна Зари́пова (Агýмова) (ur. 12 marca 1941 w Meñnär, zm. 10 stycznia 2008 w Kazaniu) – tatarska dziennikarka, nauczycielka, tłumaczka.
W latach 1973–2002 kierowała działem listów w gazecie „Tatarstan yäşläre” („Młodzież Tatarstanu”). Pisała głównie o sprawach dotyczących moralności, wychowania, rodziny itp.

## Życiorys

### Młodość
Urodziła się w rodzinie nauczycielskiej Mäsrüry Zarifulliny i Fätxelbayana Ağumova jako jedno z ośmiorga rodzeństwa. Jako że rodzina ze strony jej ojca należała do dziedzicznych mułłów, ze względu na politykę komunistycznych władz, jej rodzina musiała często się przeprowadzać, m.in. do Meñnär oraz Käzkäy. Dwóch jej stryjów oraz babcię represjonowano i rozstrzelano w latach 1930–1937. Ojciec uczestniczył w wojnie z Niemcami. Po wojnie rodzina przeniosła się do Yaña Älem, gdzie Zaripova ukończyła dwie klasy szkoły podstawowej. Następnie rodzina przenosiła się do wsi İske Soltanğol, Şärip oraz Yuğarı Gäräy. Zaripova ukończyła 10-letnią edukację szkolną w ostatniej z nich. W 1960 dostała się na Wydział Filologii Rosyjsko-Tatarskiej w Instytucie Elabuga Kazańskiego Uniwersytetu Państwowego. Studia ukończyła w 1965. Nauczała następnie literatury rosyjskiej i języka w szkołach w Tatar Saralanı (1964–1967) i Keçe Yılğa (1967–1968).

### „Tatarstan yäşläre”
W 1968 przeprowadziła się z rodziną do Kazania. 20 lutego 1969 rozpoczęła pracę w gazecie „Tatarstan yäşläre” („Młodzież Tatarstanu”). Początkowo była asystentką kierownika Sufiya Achmetova i tłumaczką w dziale listów. Po przejściu Achmetova na emeryturę w 1970, działem kierowali kolejno: Farit Khakimzyanov, Galiya Raimova, Farit Galiyev. W 1973 została kierowniczką tegoż działu. Zajmowała to stanowisko do 2002. Zaripova udzielała się także w sekcji „Serdäş” („Powiernica”), którą poznała poprzez swoich uczniów z wioski Tatar Saralanı. Czytelnicy gazety dzielili się w niej swoimi pytaniami celem uzyskania wsparcia ze strony gazety i czytelników w sprawach dotyczących moralności, wychowania, rodziny itp. W dziale „Şimbä” („sobota”) przedstawiano wybitne osobistości Tatarskiej ASRR, publikowano na prośby czytelników piosenki z zapisem nutowym znanych kompozytorów. Jako że czytelnicy regularnie prosili o piosenki Sary Sadíqovej, Zaripova często się z nią spotykała, co z czasem zaowocowało przyjaźnią między nimi. W 1982 Tatarskie Wydawnictwo Książkowe opublikowało książkę Zaripovej „Ğailä cılısı” („Ciepło rodzinne”). Składały się na nią artykuły oparte na listach czytelników z poszczególnych lat. Książka przedstawia szereg problemów społecznych, które są blisko związane z kwestią rodziny. Każdy rozdział kończył się konkluzją autorki.

### Późniejsze lata
Po przejściu na emeryturę publikowała w takich czasopismach jak „Tatar ile” („Tatarski Świat”), „Watanım Tatarstan” („Mój Dom Tatarstan”), „Şähri Qazan” („Miasto Kazań”), „Mäğrifät” („Oświecenie”), „İdel” („Rzeka Wołga”).
W 2003 kanał telewizyjny „Yaña Ğasır” („Nowe Stulecie”) wyemitował odcinek programu „Adäm belän Xäwa” („Adam i Ewa”) poświęcony rodzinie Zaripovów.
Po zdiagnozowaniu zmian nowotworowych przeszła dwie operacje. Zmarła 10 stycznia 2008. Została pochowana na Cmentarzu Muzułmańskim w Kazaniu, na mamadyszkim trakcie.

## Nagrody i wyróżnienia
- Zasłużony Pracownik Kultury Republiki Tatarstanu(inne języki) (13 lutego 1995)[1][5]
- Nagroda „Bällür qäläm” („Kryształowe pióro”) (17 maja 2001)[1][5]
- Medal „Na Pamiątkę 1000-lecia Kazania” (2005)

## Życie prywatne
W 1967 wyszła za Zahita Sadrislama ulı Zarifova, który był nauczycielem i inżynierem w Kazańskiej Państwowej Politechnice Badawczej. Mieli czwórkę dzieci.

## Publikacje
Książki
- Zaripova, Rina, Ğailä cılısı [Rodzinne ciepło]. Kazan: Tatar Book Publishers, 1982.
- Abdulqadıyrova, Yäzilä; Zaripova, Rina, eds. Täwbä [Pokuta]. Kazan: Tatar Books Publishers, 1991. ISBN 5-298-00662-0.

Artykuły
- Zaripova, Rina, İ, ğomer ağışları... [Płynące rzeki naszych żywotów...]. Qazan: İdel-Press (10319/11), 2003
- Zaripova, Rina, Meñnärneñ seren sıydırğan «Serdäş» [„Powiernik” skrywa tysiące sekretów], Qazan: İdel-Press (10658/38), 2005.
- Zaripova, Rina, Onıtılmas xatirälär [Niezapomniane wspomnienia], Qazan: İdel-Press (10612/70), 2004.
- Zaripova, Rina, Şıfalı „qan'eçkeçlär” [Lecznice „pijawki”], Qazan: İdel-Press (10597/55), 2004.
- Zaripova, Rina, Tirän mäğnäle berqatlılıq [Głęboka, znacząca prostota], Qazan: İdel-Press (10327/19), 2003.
- Zaripova, Rina, Yaña yıl – moğciza, ä bez romantiqlar idek [Nowy rok jest cudem, a my jesteśmy romantykami], Qazan: İdel-Press (10929/75), 2006.